# 連邦補助高速道路法
連邦補助高速道路法（れんぽうほじょこうそくどうろほう、Federal-Aid Highway Act of 1956）は、1956年6月29日に施行されたアメリカ合衆国の法律であり、一般に全米州間国防高速道路法（ぜんべいしゅうかんこくぼうこうそくどうろほう、National Interstate and Defense Highways Act）と呼ばれる。
これは当時のアイゼンハワー大統領が推進した道路整備計画の一環として制定された法律であり、全長約6万5000キロメートルの巨大な州間高速道路網を、250億ドルの資金を投じて、10年の期間を費やして整備するという、それまでのアメリカ合衆国の歴史の中で最も大規模な国家プロジェクトであった。